# Línia C2 (EMT València)

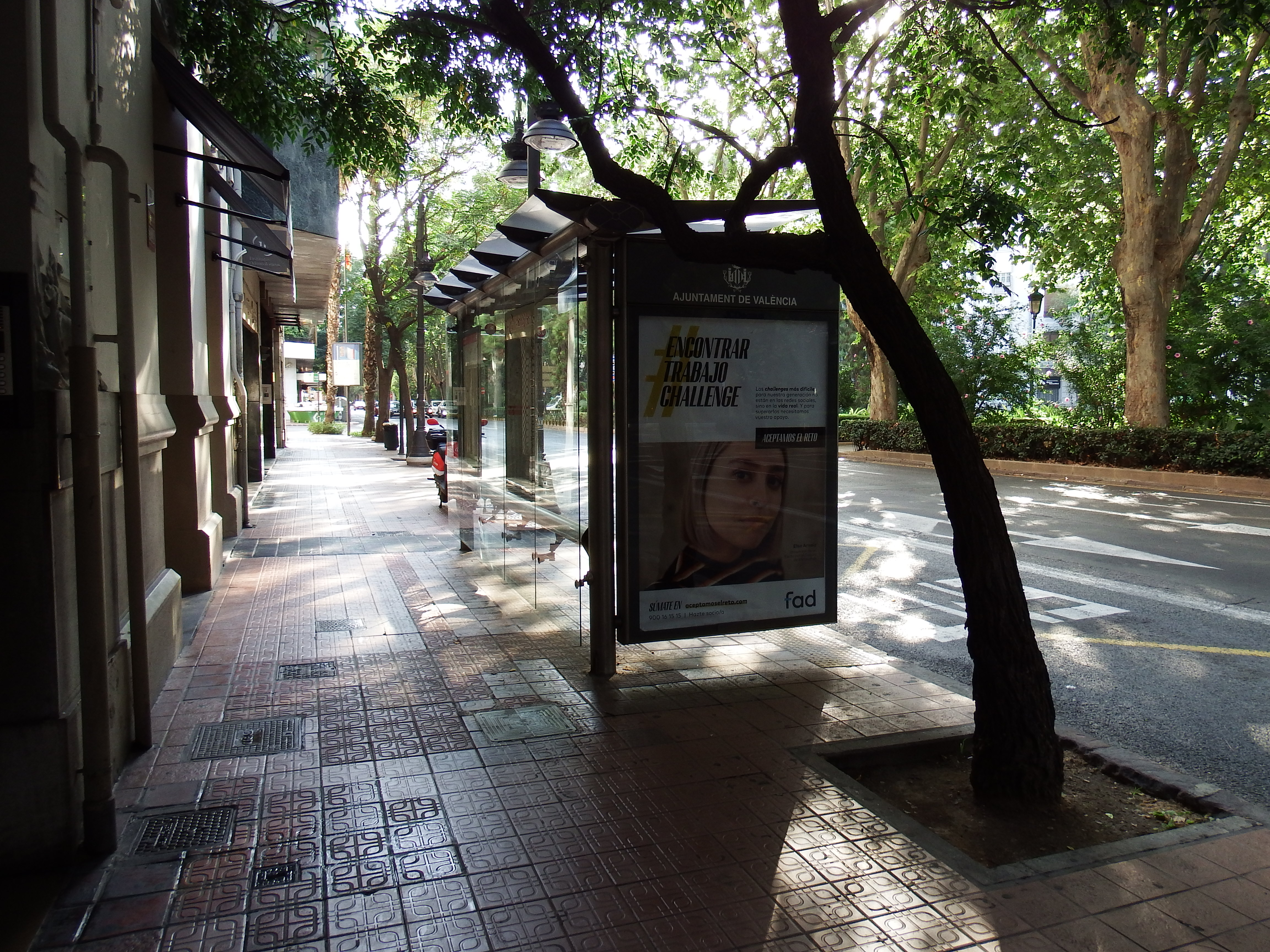
Parada de la línia 80 a la Gran Via del Marqués del Túria (2021)

La línia C2 és una ruta d'autobús urbà de la xarxa de l'Empresa Municipal de Transports de València (EMT). L'origen de la línia rau en el canvi de denominació de les ja desapregudes línies 79 i 80 l'any 2022.

## Història
Les línies 79 i 80 foren creades per la Societat Anònima Laboral de Transports Urbans de València (SALTUV) el 14 de març de 1976 a partir d'una ruta anterior creada el 25 d'agost de 1973 i anomenada ja "línia 80", que passava pel carrer de Xàtiva, basada en la línia 8B i que es denominava "Grans Vies". La nova línia combinava amb altres de la xarxa en ser la primera línia circular exterior, rebent les primeres unitats del Pegaso 6050 de Saltuv.
El 17 de gener de 1986 la SALTUV és municipalitzada per l'ajuntament, passant a dir-se EMT i operant totes les línies. Inicialment la línia 79 es denominà 80 (a vegades, aquesta fou coneguda com a 82), però per tal d'evitar confusions, l'any 1989 es segregà en dues línies: la 79 per a l'anell exterior i la 80 per a l'interior. Ja des d'abans dels canvis, als bonobusos figurava com a línia 79. Mentre l'Avinguda d'Aragó no va ser alliberada de les antigues vies de tren, per la zona de Mestalla realment no va circular per Grans Vies, sinó que feia uns girs tortuosos per carrers com Arévalo Baca, o Gil Dolz. Conforme l'avinguda va recuperar el seu perfil actual, la línia la va anar utilitzant fins a la seva obertura total. El 5 de juliol de 2008 la línia 80 deixà de travessar el pont de les Arts per a circul·lar pel pla de la Saïdia.
El dilluns 17 de gener de 2022 el regidor de mobilitat i president de l'EMT Giuseppe Grezzi i la gerent Marta Serrano anunciaren que l'1 de febrer del mateix any entraria en vigor la transformació i unificació de les línies 79 i 80 en l'actual C2. Tot i això, actualment (2024), a les pantalles interiors dels busos encara es diferencien els recorreguts interiors i exteriors com a 79 i 80.